# Gabriela Suter
Pour les articles homonymes, voir Suter.
Gabriela Suter, née le 12 décembre 1972 à Aarau (originaire du même lieu et de Schafisheim), est une personnalité politique suisse, membre du Parti socialiste. 
Elle est députée du canton d'Argovie au Conseil national depuis décembre 2019.

## Biographie
Gabriela Suter naît le 12 décembre 1972 à Aarau. Elle est originaire du même lieu et d'une autre commune du canton d'Argovie, Schafisheim. Ses parents dirigent une entreprise de construction fondée en 1944 par son grand-père.
À partir de 1993, elle fait des études d'histoire et de langue et littérature allemande à l'Université de Zurich, couronnées par une licence en 2004. Elle travaille en parallèle dans une librairie. L'année suivante, elle obtient un diplôme d'enseignante. De 2005 à 2014, elle enseigne l'histoire au gymnase, puis devient historienne indépendante. En 2018-19, elle travaille pour une association d'accueil extrafamilial des enfants.
Elle vit à Aarau avec son partenaire, qui travaille pour une radio argovienne, et leurs deux enfants,.

## Parcours politique
C'est l'élection de Christoph Blocher au Conseil fédéral en 2003 qui la pousse à adhérer cette même année au Parti socialiste (PS).
Elle est membre du parlement de la ville d'Aarau de 2006 à 2017, puis députée au Grand Conseil du canton d'Argovie de 2017 à 2019.
Elle est présidente du PS du canton d'Argovie depuis juin 2018 et membre de la direction du PS suisse de 2018 à 2020.
Elle est élue au Conseil national lors des élections fédérales suisses de 2019. Elle est membre de la Commission de l'environnement, de l'aménagement du territoire et de l'énergie (CEATE).
Elle est réélue en 2023. Également candidate au Conseil des États, elle se retire au profit de Marianne Binder-Keller.